# Gerrit Jan Smit
Gerrit Jan Smit (Zeist, 1 augustus 1924 – Rijssen, 22 oktober 1999) was een Nederlands politicus van de SGP.
Hij werd geboren als zoon van een boswachter en ging na de mulo eerst werken bij de Nederlandsche Buurtspoorweg-Maatschappij en daarna bij het gasbedrijf van Zeist. Tijdens de Tweede Wereldoorlog was hij actief in het verzet en van 1947 tot 1953 werkte hij als controller bij Remington Rand. Vervolgens was hij werkzaam bij het bankbedrijf Vlaer en Kol (vanaf 1967 in nauwe samenwerking met Pierson, Heldring & Pierson) waar hij naast directiesecretaris het hoofd was van de afdeling geld en krediet. Vanaf 1960 was hij daarnaast gemeenteraadslid in Zeist waar hij ook korte tijd wethouder van financiën is geweest. In december 1970 werd Smit benoemd tot burgemeester van Rijssen en daarmee werd hij de derde SGP-burgemeester van Nederland. In 1972 kwam hij landelijk in het nieuws toen hij het verzoek van de lokale middenstandsvereniging afwees om Sinterklaas op het stadhuis te ontvangen omdat hij als burgemeester geen schertsfiguren wilde ontvangen. In september 1989 ging hij met pensioen waarna hij in Rijssen bleef wonen alwaar hij eind 1999 op 75-jarige leeftijd overleed.